# Kungsbacka
Kungsbacka è una cittadina della Svezia meridionale, capoluogo della municipalità omonima; nel 2000 aveva una popolazione di 18 165 abitanti, su un'area di 9,18 km².

## Storia
Durante il Medioevo la città fece parte della Danimarca. La prima menzione della città risale al 1366 e si riferisce al forte, Kungsbackahus.
Non è chiaro quando a Kungsbacka fu assegnato lo status di città, ma il primo documento che registra la città di Kungsbacka, è datato al 13 dicembre 1408. All'inizio del Cinquecento, lo status di città venne conferito dal re Giovanni, al fine di raccogliere gli scambi commerciali ad Halmstad.
Quando divenne fu inglobata nell'Halland nel 1645, diminuì l'importanza di Kungsbacka. È stato a lungo uno dei più piccoli centri in Svezia, con una popolazione di meno di 1.000 persone alla fine dell'Ottocento.
Nella metà dell'Ottocento la città fu devastata da un grande incendio, ma fu poi in gran parte ricostruita. Il centro storico è caratterizzato oggi da edifici bassi in legno a cavallo del secolo. Piccola città fino agli anni sessanta, nel 1970 divenne comune.
Nel settembre 2006 la città viene nuovamente investita da un incendio di grandi dimensioni, causato da un guasto elettrico in una casa. L'incendio ha distrutto ristoranti, caffetterie, negozi e appartamenti.

## Aree residenziali
Ci sono diverse grandi aree residenziali a Kungsbacka. Le principali sono:
- Hålabäck
- Fors
- Töölö
- Varla
- Hammerö
- Kollahed

## Cultura
La città è sede di una biblioteca civica, una galleria d'arte e di un teatro.

## Economia
L'attività economica principale di Kungsbacka è il turismo.

## Infrastrutture e trasporti
La città di Kungsbacka è servita da una stazione ferroviaria.
Dal 1973 è servita da un'autostrada, importante per i pendolari, della stessa città e di Varberg, diretti a Göteborg. Un'altra strada importante è la strada della contea 158, che porta fuori dall'area di Kungsbacka Saro-Kullavik del comune nord-ovest e in seguito in città.
L'aeroporto più vicino è il Landvetter per voli nazionali e internazionali.
Per la sua vicinanza al mare, è sede di un porto commerciale.